# Baptysterium San Giovanni w Pizie
Baptysterium San Giovanni – baptysterium św. Jana Chrzciciela w Pizie, wchodzące w skład zespołu zabytkowego Piazza del Duomo, obejmującego, oprócz niego, trzy arcydzieła architektury średniowiecznej: katedrę, kampanilę, zwaną Krzywą Wieżą oraz cmentarz. Zespół został w 1987 roku wpisany na listę światowego dziedzictwa UNESCO.

## Historia
Baptysterium San Giovanni zostało założone 15 sierpnia 1152 roku w celu udzielania sakramentu chrztu. Powodem, dla którego budowla została wzniesiona zapewne była chęć dopełnienia architektury katedry. Prace nad baptysterium ukończono około roku 1180, a nadzorował je architekt Diotisalvi. Projektując baptysterium inspirował się Kopułą na Skale w Jerozolimie. W 1260 roku wznowiono prace budowlane - nadzór nad nimi przejął Nicola Pisano, który wykonał gotycką dekorację galerii. Kopuła baptysterium została ukończona dopiero pod koniec XIV wieku.

## Architektura

### Wygląd zewnętrzny
Budynek został wzniesiony na planie koła o średnicy 35 m. Ma obwód 107,24 m, jego mury osiągają grubość 2,63 m przy podstawie, a jego wysokość wynosi 54,86 m. Jest największym baptysterium we Włoszech. Budynek jest trzykondygnacyjny, udekorowany z zewnątrz prostymi, ślepymi arkadami i wąskimi oknami, umieszczonymi wysoko w ścianach. Druga kondygnacja ma arkady otwarte (podobnie jak Krzywa Wieża) i zwieńczone podwójnymi łukami, nad którymi wznoszą się misternie rzeźbione, trójkątne szczyty. Podobne rozwiązanie dekoracyjne posiada druga kondygnacja. Kopuła jest wyłożona od strony morza czerwoną dachówką, a od strony katedry ołowianą blachą.

### Wnętrze
Kopuła wewnętrzna wspiera się na 8 monolitycznych kolumnach i 4 filarach. Spiralne schody prowadzą na galerię dla kobiet. Geometryczna struktura posadzki, rozmieszczenie chrzcielnicy i ambony zdradzają inspirację architekturą arabską. Baptysterium słynie z doskonalej akustyki. Aby ją zademonstrować zwiedzającym, co 30 minut jeden z pracowników muzeum wykonuje krótki śpiew kierując swój głos ku sklepieniu.

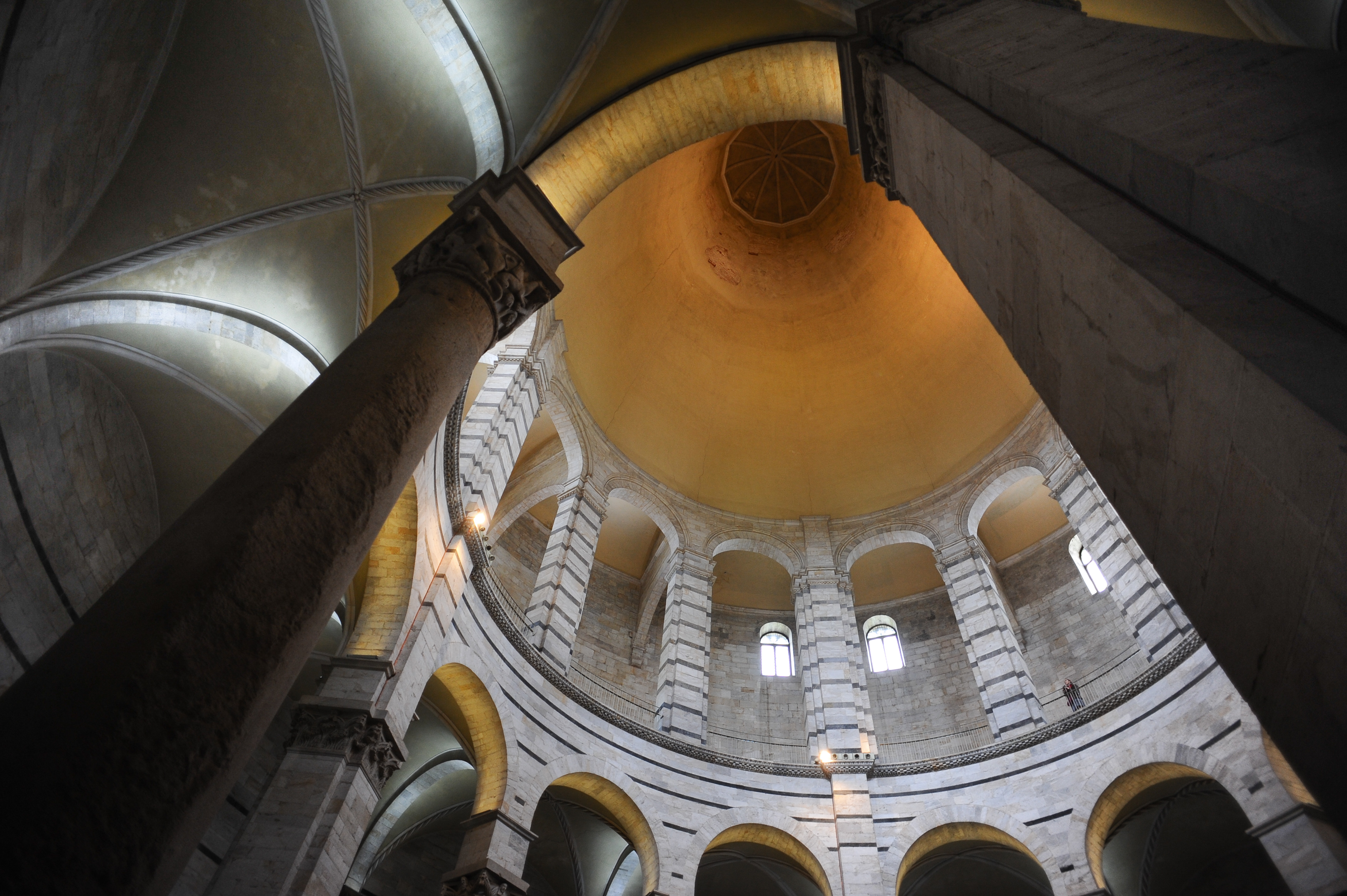
Sklepienia
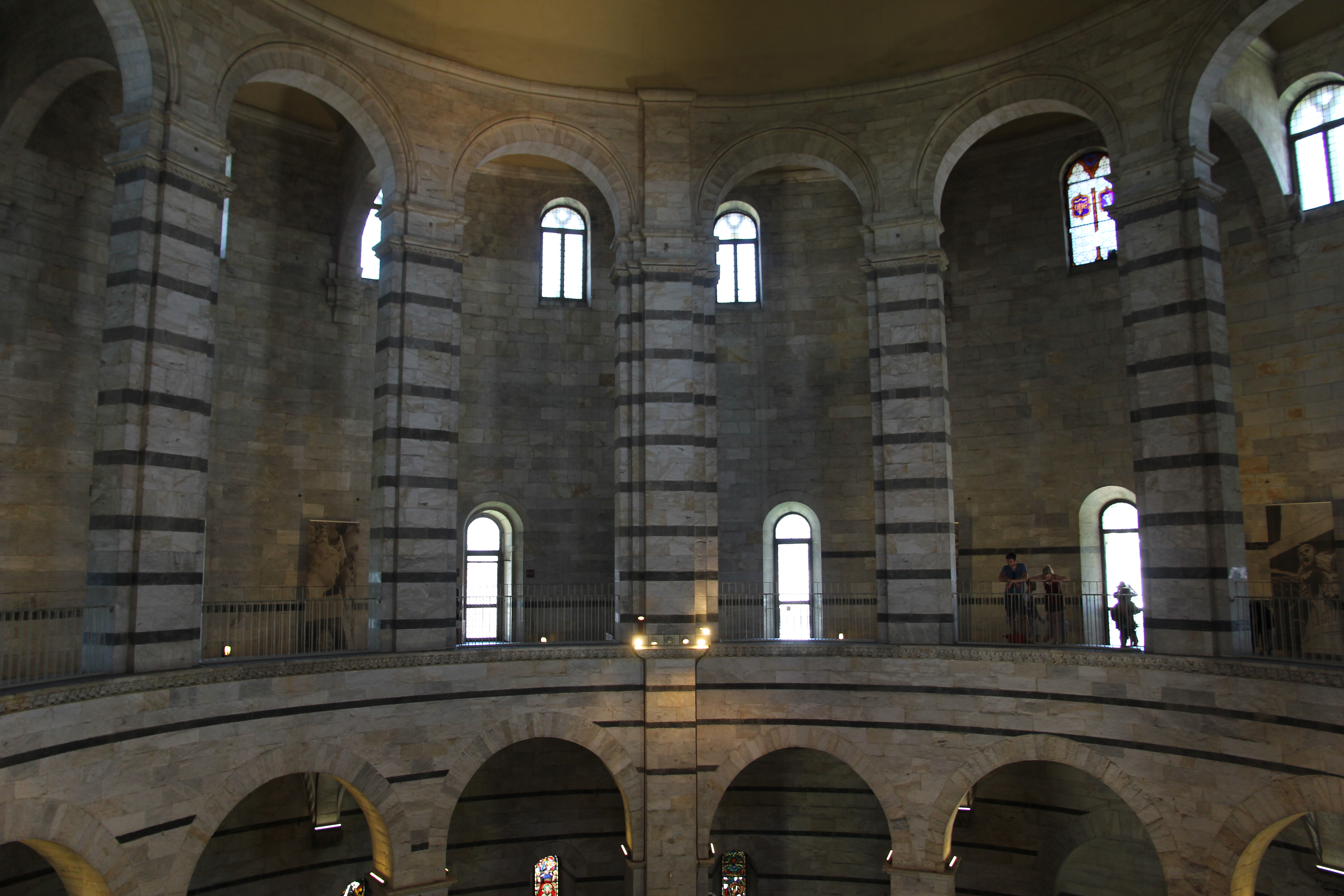
Fragment galerii na piętrze
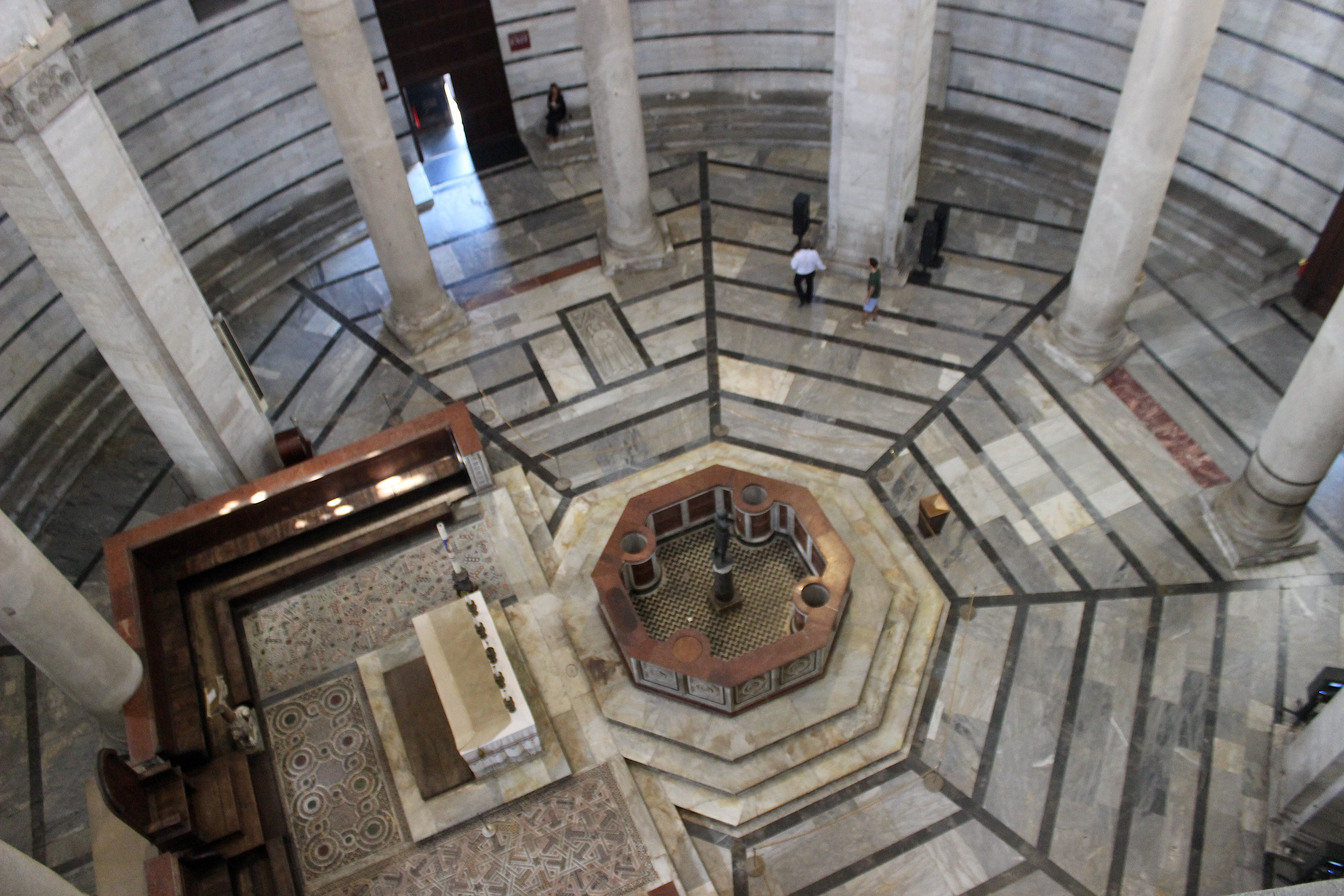
Posadzka
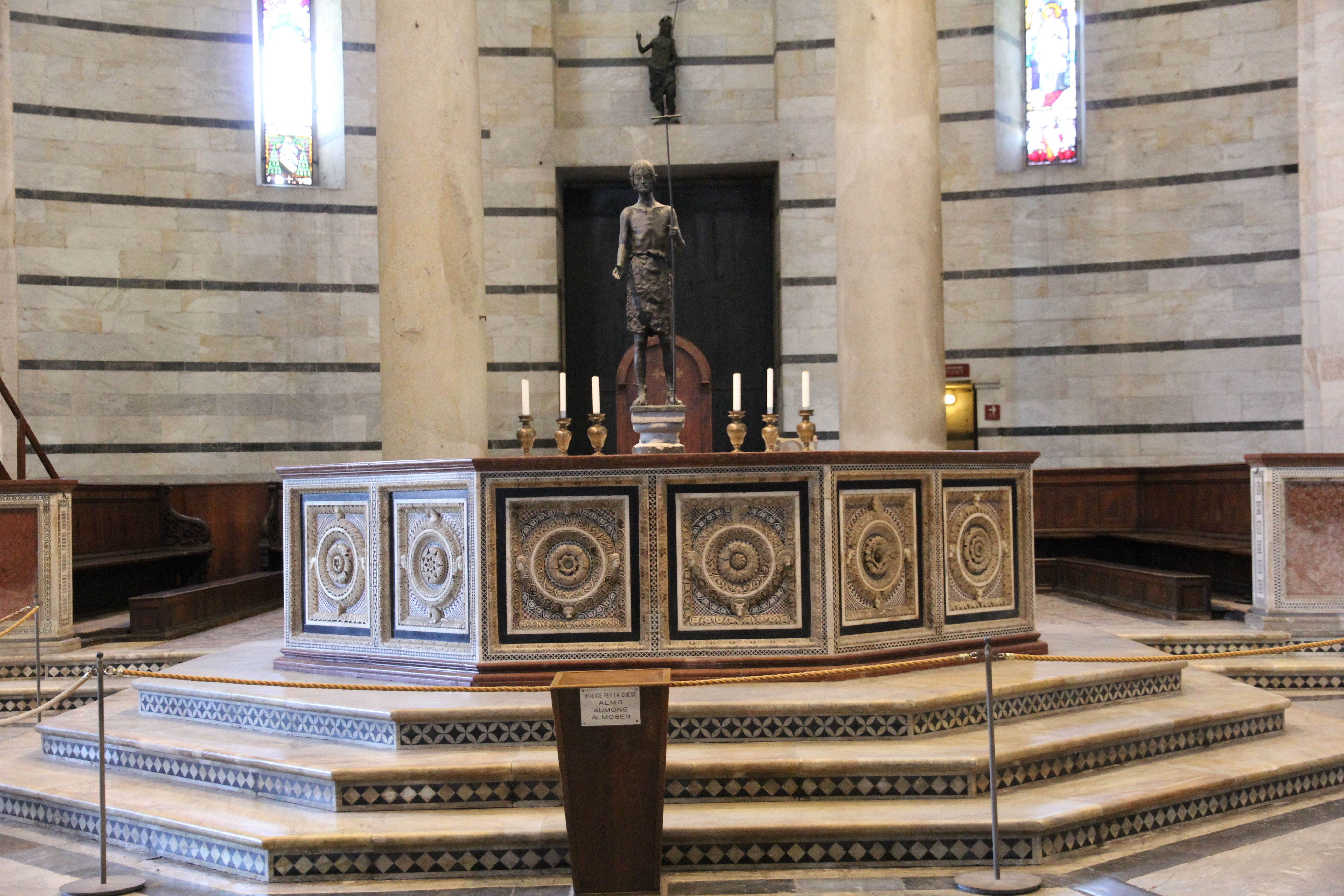
Chrzcielnica
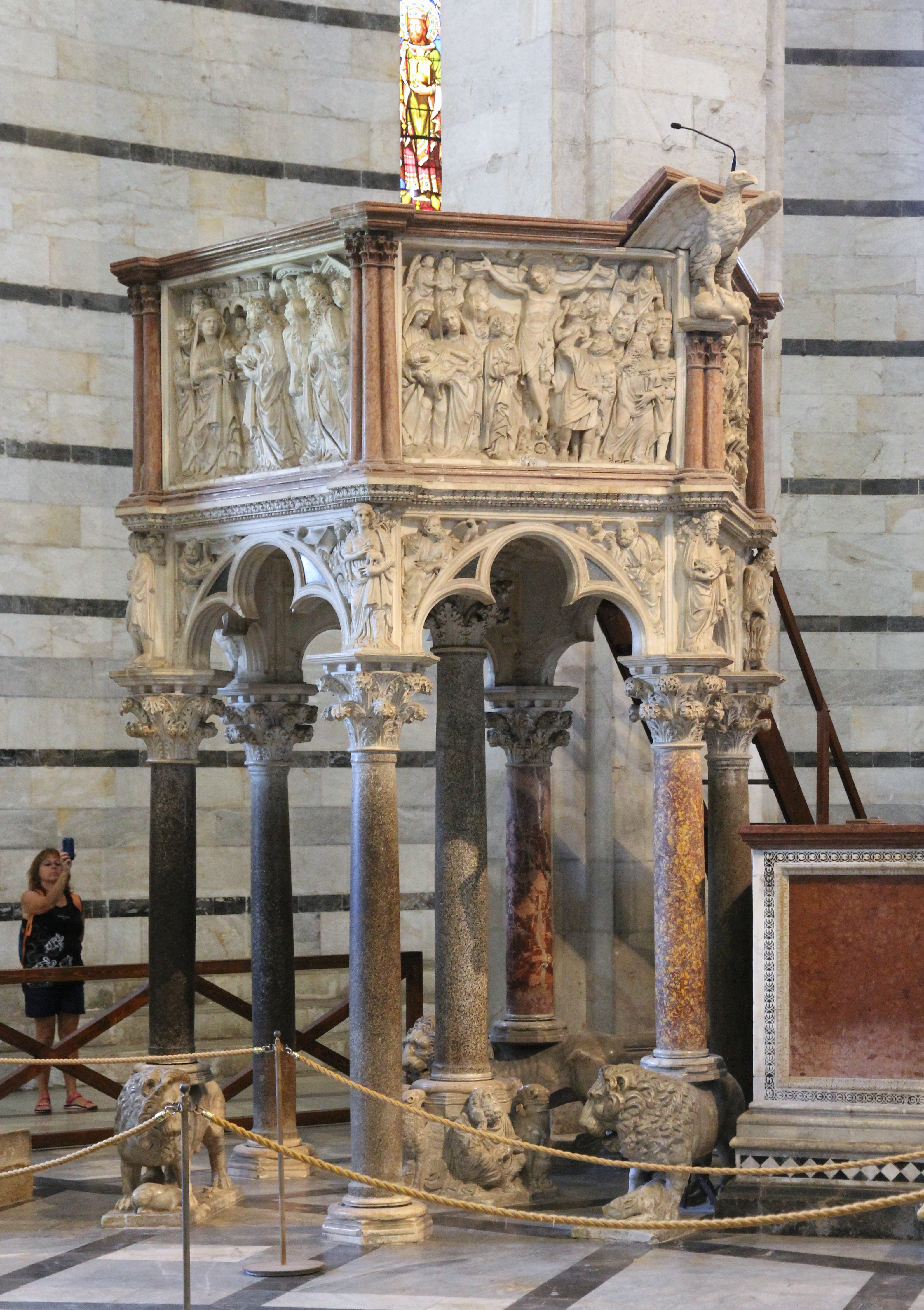
Ambona